# F-элементы

F-элементы в периодической таблице — блок элементов, у  атомов которых валентные электроны с наивысшей энергией занимают f-орбиталь.
В данный блок входят лантаноиды и актиноиды.
Фактическая электронная конфигурация элементов, входящих в этот блок, может отличаться от истинной и не может не подпадать под определение правила Клечковского. Данный блок делится на две группы:
1. Элементы, у которых электроны находятся на 4f-орбитали, относятся к лантаноидам,
2. Элементы, у которых электроны находятся на 5f-орбитали, относятся к актиноидам.

Существует давний спор относительно того, какие элементы следует относить к данным группам: актиний и лантан, или же лютеций и лоуренсий. Это связано с тем, что количество f-электронов, находящихся на внешнем электронном слое, может быть только до 14.
| ↓ Период |            |       |       |       |       |       |       |       |       |       |       |       |        |        |        |        |
| 6        | Лантаноиды | 57 La | 58 Ce | 59 Pr | 60 Nd | 61 Pm | 62 Sm | 63 Eu | 64 Gd | 65 Tb | 66 Dy | 67 Ho | 68 Er  | 69 Tm  | 70 Yb  | 71 Lu  |
| 7        | Актиноиды  | 89 Ac | 90 Th | 91 Pa | 92 U  | 93 Np | 94 Pu | 95 Am | 96 Cm | 97 Bk | 98 Cf | 99 Es | 100 Fm | 101 Md | 102 No | 103 Lr |

Все элементы являющиеся лантаноидами формируют M3+ ионы. В водных растворах лантаноиды, находящиеся ближе к лантану, окружены девятью молекулами воды, в то время как элементы, находящиеся ближе к концу, окружены восемью молекулами воды. Однако, есть элементы, например церий, которые формируют M4+ ионы; Ce4+ имеет очень стабильную электронную конфигурацию ксенона — инертного газа. Данный ион является довольно сильным окислителем. Ион Eu2+ имеет электронную конфигурацию [Xe]4f7 и является сильными восстановителем. Существование Eu2+ обусловлено стабильностью наполовину заполненной f-оболочки.
Лёгкие актиноиды (от тория до америция) могут иметь степени окисления от +3 до +4 (Th), +5 (Pa), +6 (U, Am), +7 (Np, Pu). Однако соединения Np, Pu и Am в высших степенях окисления неустойчивы из-за медленного самовосстановления вследствие радиоактивного распада. Остальные актиноиды напоминают лантаноиды тем, что имеют основную степень окисления равную +3. 
Ионы f-элементов во всех степенях окисления (кроме Th4+) и в катионной, и в анионной формах имеют разнообразную окраску в растворах, что связано с лёгкостью f-s и f-d электронных переходов.
s, p, d и f-элементы получили свои названия от одноимённых спектральных линий, которые в свою очередь были названы в начале 20-го века английскими словами по своему внешнему виду в спектрограмме: sharp (резкие), principal (главные), diffuse (диффузные, размытые), fundamental (фундаментальные).